# 陆军军医大学第二附属医院
中国人民解放军陆军军医大学第二附属医院（英語：Xinqiao Hospital ARMY Medical University），对外称新桥医院，位于中国重庆市沙坪坝区新桥正街83号，隶属中国人民解放军陆军军医大学。

## 简介
新桥医院的前身是国民政府军政部陆军医院，始建于1944年。1950年，改编为中国人民解放军西南军区总医院。1955年转隶中国人民解放军第七军医大学，为中国人民解放军第七军医大学第二附属医院，对外称新桥医院。1975年，第七军医大学改称第三军医大学，该医院随之改称中国人民解放军第三军医大学第二附属医院。该医院现址由贺龙、邓小平等领导亲自选定。该医院是国家第一批“三级甲等医院”，也是重庆市第一批“涉外定点医院”。2017年，改称中国人民解放军陆军军医大学第二附属医院。
新桥医院在心血管内科、心血管外科、呼吸内科、脊柱外科、肾移植、肿瘤治疗等学科的综合实力位居中华人民共和国国内前列。